# HIM International Music
HIM International Music (traditionell kinesiska: 華研國際音樂股份有限公司; förenklad kinesiska: 华研国际音乐股份有限公司 pinyin: Huá Yán Guójì Yīnyuè Gǔfēnyǒuxiàngōngsī) är ett taiwanesisk skivbolag som etablerades 1999.

## Artister
- Power Station (Yu Chu Hsin, Yen Chih Lin): 2000–nuvarande
- S.H.E (Selina, Hebe, Ella): 2001–nuvarande
- Tank: 2005–nuvarande
- Fahrenheit (Jiro Wang, Calvin Chen, Wu Zun, Aaron Yan): 2005–nuvarande
- JerryC: 2006–nuvarande
- Stars Reunion (Yoga Lin, Peter Pan, Judy Chou, Stanly Xu): 2007–nuvarande
- Liu Li Yang: 2008–present
- Z-Chen: 2002-2006
- JS: 2004-2006
- Ah Sang: 2003-2006
- Kaira Gong: 2005–2007